# Frédérique Lazarini
Scènes principales
Théâtre de La Mare au Diable de Palaiseau
Artistic Athévains
Festival Off d'Avignon
Frédérique Lazarini est une comédienne et metteuse en scène française.

## Biographie
Frédérique Lazarini est la fille d'Henri Lazarini et la nièce d'Anne-Marie Lazarini, tous deux metteurs en scène. Son frère Xavier Lazarini est concepteur lumière de théâtre.
En 1988, Frédérique Lazarini commence sa carrière en tant que comédienne dans Le Timide au palais de Tirso de Molina, La Dame aux camélias d'Alexandre Dumas Fils, Vassa Geleznova d'après Maxime Gorki, La Station Champbaudet d'Eugène Labiche, La Puissance des ténèbres d'après Léon Tolstoï...
En 2000, elle devient la directrice artistique de l'association Théâtre 91 au Théâtre de la Mare au Diable de Palaiseau dans l'Essonne et monte sa première mise en scène Colomba de Prosper Mérimée. En 2004, elle fonde avec Didier Lesour la compagnie Minuit Zéro Une et poursuit avec La Vie de Galilée de Bertolt Brecht, La Célestine de Fernando de Rojas, Chez Mimi d’Aziz Chouaki au Vingtième théâtre. En 2012, elle met en scène Médée d'après Euripide, Le Dindon de Georges Feydeau, tous deux au Théâtre de La Mare au Diable puis Lucrèce Borgia de Victor Hugo et L'Avare de Molière, tous deux au Théâtre 14.
En 2019, Frédérique Lazarini devient artiste associée à l'Artistic Théâtre. Elle y présente La Mégère apprivoisée d'après William Shakespeare, Un visiteur inattendu d'après Agatha Christie, la comédie musicale À Saint-Germain-des-Prés !, Barbe Bleue d'après Amélie Nothomb, Le Cid de Pierre Corneille, Le Lavoir de Dominique Durvin et Hélène Prévost au Festival Off d'Avignon avec des comédiennes amateures et professionnelles...

## Mise en scène
- 2001 : Colomba de Prosper Mérimée, Espace Reuilly
- 2004 : La Cabine d'essayage d'après Sylviane Bernard-Gresh..., Artistic Athévains
- 2007 : La Vie de Galilée de Bertolt Brecht, Salle des fêtes de Palaiseau
- 2009 : La Célestine de Fernando de Rojas, co-mis en scène avec Henri Lazarini, Vingtième Théâtre
- 2011 : Chez Mimi d’Aziz Chouaki, Vingtième Théâtre
- 2012 : Médée d'après Euripide, Palaiseau
- 2013 : Le Dindon de Georges Feydeau, Théâtre de La Mare au Diable (Palaiseau)
- 2014 : Sugar de Joëlle Fossier, Vingtième Théâtre
- 2015 : Lucrèce Borgia de Victor Hugo, co-mis en scène avec Henri Lazarini, Théâtre 14
- 2015 : Le Père Goriot d'après Honoré de Balzac, Artistic Athévains, Vingtième Théâtre
- 2017 : L'Avare de Molière, Théâtre 14, Artistic Athévains, Festival Off d'Avignon
- 2020 : La Mégère apprivoisée d'après William Shakespeare, Artistic Athévains, Festival Off d'Avignon, tournée
- 2022 : À Saint-Germain-des-Prés ! de Frédérique Lazarini, Théâtre de Passy
- 2022 : Un visiteur inattendu d'après Agatha Christie, Artistic Athévains
- 2022 : Le Malade imaginaire de Molière, Théâtre de La Mare au Diable
- 2023 : Barbe Bleue d'après Amélie Nothomb, Artistic Athévains, Festival Off d'Avignon
- 2024 : Le Lavoir de Dominique Durvin et Hélène Prévost, Festival Off d'Avignon
- 2024 : Le Cid de Pierre Corneille, Artistic Athévains, Festival Off d'Avignon
- 2025 : Le Voyage de Monsieur Perrichon de Eugène Labiche, Artistic Athévains

## Comédienne
- 1988 : Le Timide au palais de Tirso de Molina, mise en scène Anne-Marie Lazarini, Maison de la culture de Bourges
- 1989 : L'École des cocottes de Paul Armont et Marcel Gerbidon, mise en scène Henri Lazarini, Théâtre de La Mare au Diable Palaiseau
- 1990 : La Fille de Rimbaud de Jacques Guimet, mise en scène Anne-Marie Lazarini, Théâtre Artistic Athévains
- 1991 : La Dame aux camélias d'Alexandre Dumas Fils, mise en scène Henri Lazarini, Théâtre de La Mare au Diable Palaiseau
- 1991 : Vassa Geleznova d'après Maxime Gorki, mise en scène Anne-Marie Lazarini, Nouveau théâtre d'Angers
- 1996 : La Station Champbaudet d'Eugène Labiche, mise en scène Anne-Marie Lazarini, Nouveau théâtre d'Angers, tournée
- 1998 : La Puissance des ténèbres d'après Léon Tolstoï, mise en scène Anne-Marie Lazarini, Théâtre Artistic Athévains
- 1998 : 27 remorques pleines de coton – ou le Long Séjour interrompu d'après Tennessee Williams, mise en scène Henri Lazarini, Théâtre Mouffetard
- 1999 : Le Système Ribadier de Georges Feydeau, mise en scène Didier Lesour Théâtre du Lucernaire
- 2000 : Ruy Blas de Victor Hugo, mise en scène Henri Lazarini, Théâtre de La Mare au Diable
- 2001 : Lorenzaccio, une conspiration en 1537 d'après Alfred de Musset et George Sand, mise en scène Henri Lazarini, Théâtre Mouffetard
- 2008 : Mère Courage et ses enfants de Bertolt Brecht, mise en scène Anne-Marie Lazarini, Théâtre Artistic Athévains, Festival des Jeux du théâtre de Sarlat
- 2011 : Les Serments indiscrets de Marivaux, mise en scène Anne-Marie Lazarini, Théâtre Artistic Athévains, tournée
- 2012 : Médée d'après Euripide, mise en scène Frédérique Lazarini, Palaiseau
- 2012 : Le Mariage de Figaro de Beaumarchais, mise en scène Henri Lazarini, Vingtième Théâtre
- 2013 : Occupe-toi d'Amélie de Georges Feydeau, mise en scène Henri Lazarini, Théâtre 14 Jean-Marie Serreau
- 2014 : Sugar de Joëlle Fossier, mise en scène Frédérique Lazarini, Vingtième Théâtre
- 2014 : Chat en poche de Georges Feydeau, mise en scène Anne-Marie Lazarini, Théâtre Artistic Athévains
- 2015 : Lucrèce Borgia de Victor Hugo, mise en scène Frédérique et Henri Lazarini, Théâtre 14
- 2016 : Audience et Vernissage de Václav Havel, mise en scène Anne-Marie Lazarini, Théâtre Artistic Athévains
- 2017 : L'Avare de Molière, mise en scène Frédérique Lazarini, Théâtre 14, Artistic Athévains, Festival Off d'Avignon
- 2018 : Qui a peur de Virginia Woolf ? d’Edward Albee, mise en scène Panchika Velez, Théâtre 14
- 2019 : Les Témoins de et mise en scène Yann Reuzeau, Festival Off d'Avignon, tournée
- 2021 : Chroniques 1954-2003 de Françoise Sagan, mise en scène Anne-Marie Lazarini, Théâtre Artistic Athévains